# Wasserkraft in Laos

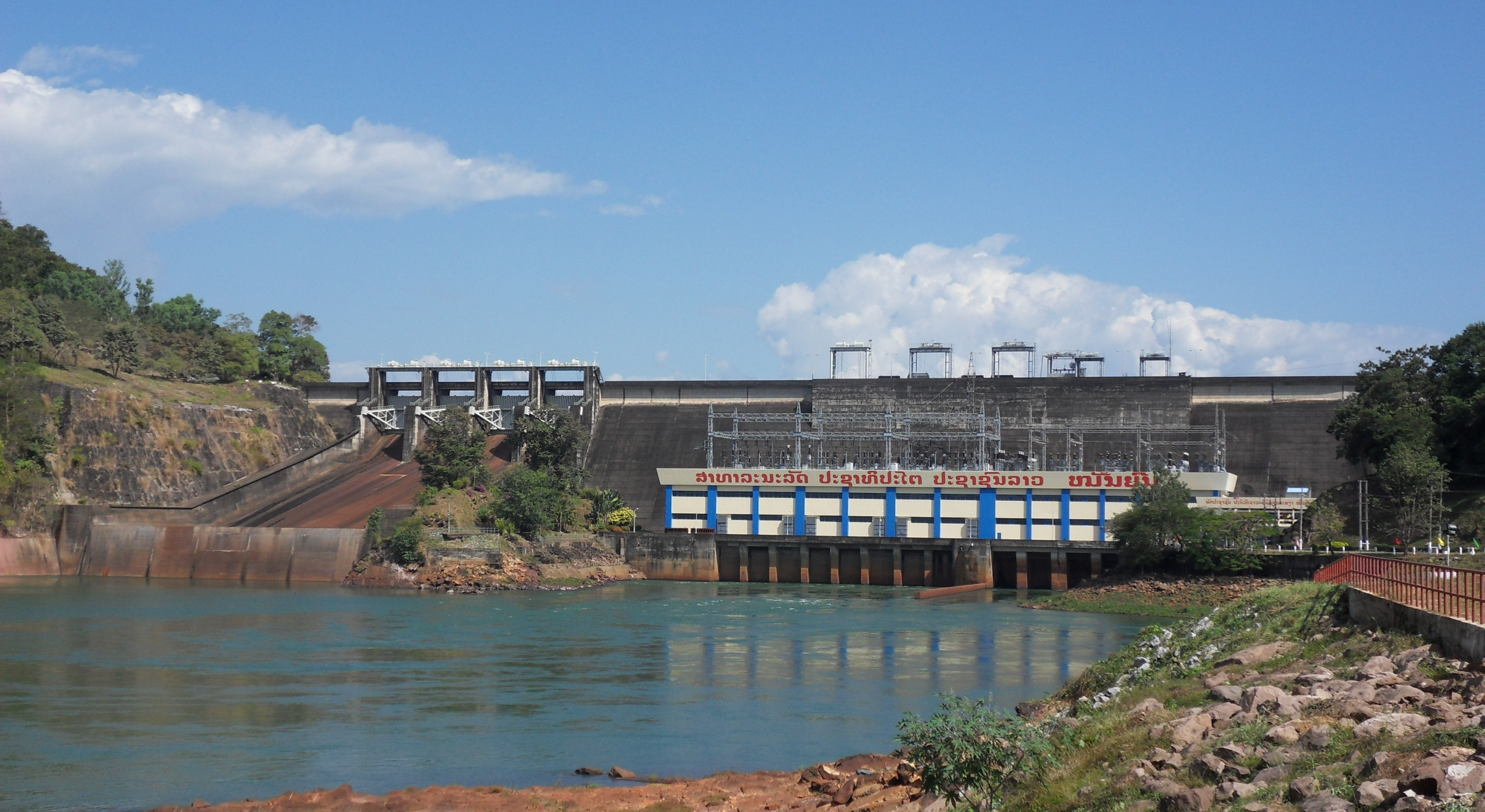
Nam-Ngum-Talsperre 90 Kilometer nördlich von Vientiane. Das Kraftwerk ist das älteste Wasserkraftwerk in der Volksrepublik.

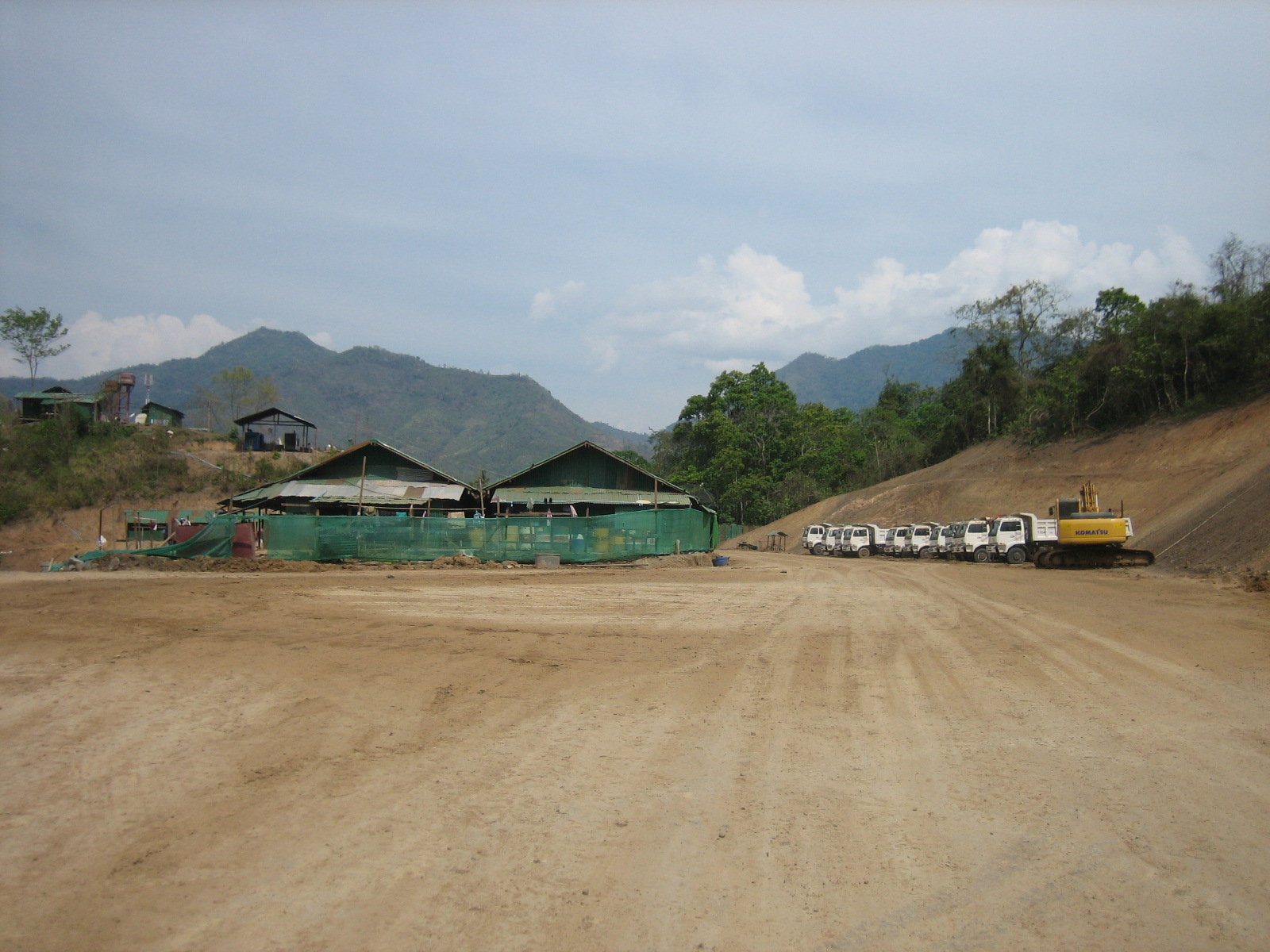
Baustelle für ein Wasserkraftwerk in Laos

Durch Wasserkraft wird ein signifikanter Anteil der Energie der Demokratischen Volksrepublik Laos gewonnen. Im Jahr 2015/16 betrug dieser Anteil, gemessen an der im Land installierten Kraftwerksleistung, rund 60 %.
Laos zeichnet sich durch ein gebirgiges Terrain aus und verfügt über eine größere Niederschlagsmenge. Deswegen stellt sich das Land als die „Batterie“ Südostasiens dar. Stand 2020 gab es im Land 78 Wasserkraftwerke mit einer installierten Leistung von knapp 10 GW, viele weitere sind in der Planung oder im Bau. Der Mekong-Fluss hat ein großes Potential als Energielieferant und mehrere große Projekte sind in der Planung oder wurden gestartet. So ist z. B. ein neuer Damm mit dem Namen Phu Ngoy Dam mit einer Kapazität von 728 MW 18 km nördlich von Pakse in Planung.
Neben Wasserkraft setzt Laos auf Energie aus Kohle und betreibt das Kraftwerk Hongsa in der Provinz Saiyaburi mit einer installierten Leistung von knapp 1,9 GW. Elektrische Energie aus Wasserkraft und Kohle ist ein wichtiges Exportgut und ein großer Teil der Stromerzeugung wird exportiert, primär nach Thailand und China. Obwohl Laos einen Großteils seiner Stromerzeugung exportiert, muss das Land auch Strom importieren, besonders aus Vietnam. Dies ist auf den Mangel an landesweiten Übertragungskapazitäten zurückzuführen und einige Landesteile sind schlecht an das nationale Stromnetz angeschlossen. Strom wird primär nach Thailand exportiert, da der westliche Teil des Landes an Thailand grenzt und auch die Kultur und Sprache beider Länder ähnlich sind. Thailändische Investoren haben es dadurch leicht, bei laotischen Behörden vorstellig zu werden.
Es wird die Frage aufgeworfen, ob der Export der durch Wasserkraft gewonnenen Energie dem Land eher nützt oder schadet. Besonders die Xayaburi-Talsperre wird von Umweltschützern kritisiert, die Talsperre führe zu Problemen für die örtliche Bevölkerung. Auch führe das 4,47 Milliarden Dollar teure Projekt zu nicht mehr gutzumachenden Umweltschäden. Auch andere Projekte werden hinterfragt. Die sozialen und Umweltkosten seien zu hoch für das Land, welches als eines der unterentwickeltsten Länder der Erde gilt. Auch der Dammbruch des Xe-Pian-Xe-Namnoy-Damms am 23. Juli 2018 hat zu einem Umdenken geführt. Durch den Dammbruch starben mehr als 47 Menschen und Tausende wurden obdachlos. Trotzdem meinen Experten, dass die Kapazität der Dämme und Flusskraftwerke zum Ende der 2020er Jahre auf 28.000 Megawatt steigen werde. Damit könnte ganz Thailand mit Strom versorgt werden.
Als problematisch erweisen sich längere Trockenzeiten im Land, was bedeutet, dass viele Wasserkraftwerker nicht das ganze Jahr über Elektrizität liefern können. Als Rückfallebene soll deshalb in Kohle-, Wind- und Solarenergie investiert werden. So soll im Süden des Landes der größte Windpark Südostasiens entstehen. Der Strom soll primär nach Vietnam exportiert werden. Experten sehen ein großes Potential in Solar und Windkraft. Sie gehen davon aus, dass Laos 15 Gigawatt aus Solar und 100 Gigawatt aus Wind produzieren könne. Es spielen aber auch Überlegungen eine Rolle, den Import von Strom in den östlichen Landesteilen zu reduzieren. Ein weiteres Kohlekraftwerk ist in Sekong in Planung. Das 1000-Megawatt-Kraftwerk ist aber umstritten, da die Kohle in der Region als minderwertig und umweltschädlich gilt.
Nach wie vor priorisiert die laotischen Regierung Wasserkraft beim Ausbau der Energieversorgung. Oft werden Konzessionen an ausländische Investoren erteilt, mit einer Dauer von 20 oder 30 Jahren. Der ausländische Investor plant, baut und betreibt die Anlagen während der Konzessionszeit. Danach geht die Anlage ins Eigentum des Staates über, dieser betreibt sie dann weiter. Die laotische Regierung plant alleine am Mekong neun große Flusskraftwerke. Eines davon soll in der Nähe der alten Hauptstadt Luang Prabang entstehen. Dies stößt weltweit auf breite Kritik, Luang Prabang gilt als Weltkulturerbe. Insgesamt wurden Vorverhandlungen für 246 Dammprojekte geführt, auch bei diesen soll ein Großteil der Elektrizität nach Thailand und andere Länder, nicht nur Anrainer, exportiert werden. Beispielsweise ist eine 100-Megawatt-Leitung nach Singapur in der Planung.